# Инспектор по досмотру

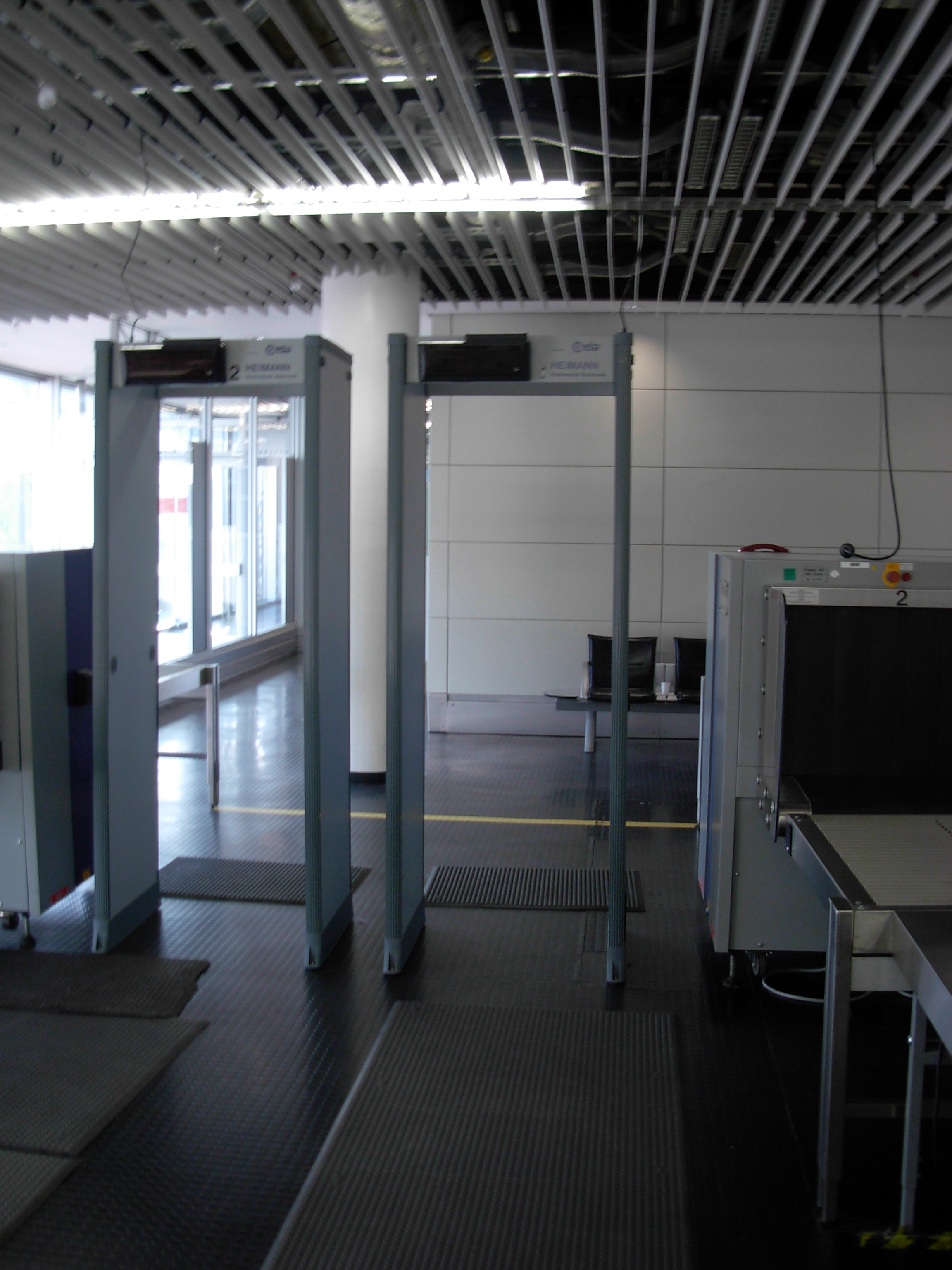
Досмотровая зона аэропорта

Инспектор по досмотру (аэропорта) — это работник службы авиационной безопасности, осуществляющий предполетный досмотр пассажиров, ручной клади, багажа, грузов, почты, бортовых запасов, членов экипажей, а также авиаперсонала при входе в контролируемую зону аэропорта.
В обязанности инспектора по досмотру входит контроль за соблюдением требований норм, правил и процедур по авиационной безопасности пассажирами и работниками гражданской авиации.

## Досмотровые мероприятия
В целях обеспечения авиационной безопасности, пассажиры и члены экипажа воздушного судна подлежат обязательному предполётному досмотру, а также послеполётному досмотру подлежат воздушное судно, его бортовые запасы, члены экипажа, пассажиры, багаж, ручная кладь, грузы и почта.
Инспектор по досмотру имеет право отстранять пассажиров и членов экипажей от полета в случае грубого нарушения ими норм, правил и процедур по авиационной безопасности, лиц уклоняющихся от прохождения досмотра.
В ходе предполетного досмотра инспектор по досмотру имеет право потребовать от пассажира предъявить все личные вещи к более тщательному контролю, а также направить пассажира на личный досмотр, вплоть до приглашения медицинских специалистов. Инспектор по досмотру имеет право изымать (по акту) все вещи, вызывающие подозрение, могущие быть использованными в совершении акта незаконного вмешательства.
Для проведения досмотра могут использоваться следующие технические средства:
- Микроволновый сканер,
- Досмотровый металлоискатель.
- Багажные сканеры (интроскопы),
- Газоанализатор,
- Body сканер.

Для эффективного метода производится личный досмотр пассажира, ручной клади и багажа в кабинете личного досмотра.

## Требования к инспекторам по досмотру
К инспекторам по досмотру, как и к другим сотрудникам, непосредственно связанным с обеспечением авиационной безопасности (во исполнение Федерального закона «О транспортной безопасности») предъявляются определённые требования. Так инспекторами по досмотру не могут быть лица:
- имеющие непогашенную или неснятую судимость за совершение умышленного преступления;
- страдающие психическими заболеваниями, алкоголизмом, наркоманией, токсикоманией;
- уволенные с государственной службы, в том числе из правоохранительных органов, органов прокуратуры или судебных органов в связи с совершением дисциплинарного проступка, грубым или систематическим нарушением дисциплины, совершением проступка, порочащего честь государственного служащего, утратой доверия к нему;
- в отношении которых по результатам проверки, проведённой в соответствии с Федеральным законом «О полиции», имеется заключение органов внутренних дел о невозможности допуска к выполнению работ, непосредственно связанных с обеспечением транспортной безопасности;
- внесённые в перечень организаций и физических лиц, в отношении которых имеются сведения об их причастности к экстремистской деятельности или терроризму;
- подвергнутые административному наказанию за потребление наркотических средств или психотропных веществ без назначения врача либо новых потенциально опасных психоактивных веществ, до окончания срока, в течение которого лицо считается подвергнутым административному наказанию;
- имеющие медицинские противопоказания к выполнению работ, непосредственно связанных с обеспечением транспортной безопасности, в соответствии с медицинским заключением, выданным в установленном порядке;
- не прошедшие в порядке, установленном Федеральным законом, подготовку и аттестацию сил обеспечения транспортной безопасности;
- сообщившие заведомо ложные сведения о себе при приёме на работу, непосредственно связанную с обеспечением транспортной безопасности[2].

Инспектора по досмотру ежегодно проходят медицинские осмотры, а также периодически проверяются на профессионально-психологическую пригодность к действиям в условиях, связанных с применением специальных средств.
Согласно требованиям Федерального закона «О транспортной безопасности» данная категория работников, должна проходить специальную подготовку и аттестацию. Подготовка инспекторов по досмотру осуществляется в специальных учебных центрах при аэропортах (например, Шереметьево, Домодедово), а также в учебных заведениях Гражданской авиации.
Контроль и надзор за соблюдением законодательства Российской Федерации, в том числе международных договоров в сфере гражданской авиации, в части обеспечения транспортной безопасности осуществляет Ространснадзор.

## Инспектор по досмотру на других видах транспорта
Для обеспечения транспортной безопасности на различных видах транспорта также существует профессия «Инспектор по досмотру» или аналогичная ей. Например, в московском метрополитене есть должность - инспектор досмотровой зоны Подразделения транспортной безопасности Службы безопасности или на железной дороге — сотрудник (стрелок) ведомственной охраны Росжелдора.

## Правовые акты
- Воздушный кодекс РФ
- Федеральный закон «О транспортной безопасности» № 16-ФЗ от 09.02.2007
- Приказ Министерства транспорта РФ от 23 июля 2015 г. № 227 «Об утверждении Правил проведения досмотра, дополнительного досмотра, повторного досмотра в целях обеспечения транспортной безопасности»
- Постановление Правительства РФ от 28 июля 2018 г. № 886
- «Приложение 17 к Конвенции о международной гражданской авиации»
- Приказ Минтранса РФ от 25 июля 2007 г. N 104 «Об утверждении Правил проведения предполетного и послеполетного досмотров»